# Саванная лужелюбка
Саванная лужелюбка, или наталийская лягушка (лат. Phrynobatrachus natalensis) — вид земноводных из семейства Phrynobatrachidae.
Общая длина достигает 2,5—3,1 см. Наблюдается половой диморфизм — самки немного крупнее самцов. Голова небольшая. У самцов имеется горловой резонатор. Туловище стройное. На коже от плеч к голове тянутся ряды бородавок. Лапы имеют небольшой внутренний пяточный бугор. Пальцы лишены перепонок. Окраска светло- и тёмно-коричневая. Ночью у самцов заметны пятна зелёного цвета. Горловой мешок чёрный с белыми пятнами. У самок горло белое или белое с чёрными пятнами.
Любит преимущественно саванны, опушки, где селится возле прудов, стариц, небольших озёр. Встречается на высоте до 1500 метров над уровнем моря. Активна ночью. Питается мелкими насекомыми и их личинками.
Размножение происходит с началом сезона дождей. В течение периода размножения самка откладывает ряд кучек, в каждой из которых от 400 до 800 яиц, общей численностью до 1652 яиц. Головастики появляются через 3—4 дня. Метаморфоз происходит через 4—5 недель.
Вид распространён от Судана и Эритреи в Намибии и ЮАР на юге, от Кении до Того и Бенина на западе.